# Championnat de Belgique de basket-ball de division Régional 2-Landelijk 2
Le championnat de Belgique de basket-ball de division  est le 5e niveau du basketball belge et se dispute sous l'égide de la Fédération royale belge de basket-ball. Il est organisé par la fédération francophone (AWBB) pour la série regroupant les clubs francophones et par la fédération néerlandophone (VBL) pour la série regroupant les clubs néerlandophones.

## Championnat de Division Régional 2-Landelijk 2

### Organisation du championnat
Le championnat se déroule de septembre à mai entre 2×28 équipes de niveau amateur réparties en 2×2 séries, deux regroupant des clubs francophones (AWBB), les deux autres regroupant des clubs néerlandophones (VBL). Les vainqueurs des 4 séries sont promus en  Division Régionale 1-Landelijk 1.
La compétition consiste en :
- une saison régulière où chaque équipe rencontre deux fois les autres équipes, une fois dans chacune des villes. Les deux derniers au championnat sont censés (sauf soucis financiers d'autres clubs) être relégués en championnat provincial.
- des play-offs qui font se rencontrer les 4 premières équipes classées au terme de la saison régulière. Lors des demi-finales, Le premier rencontre le 4e et l'autre demi-finale oppose le 2e au 3e classé. Deux victoires sont nécessaires pour accéder à la finale. La finale se joue également au "Best of three". Le classement de la saison régulière détermine :

- - un avantage en demi-finale : le premier rencontre le qualifié le moins bien classé dans une demi-finale, les deux autres qualifiés dans l'autre demi-finale
  - l'avantage du terrain dans une confrontations entre deux équipes si elles doivent se rencontrer un nombre impair de fois à un stade de la compétition des play-offs.

Les deux vainqueurs des play-offs accèdent à la division Régional 1-Landelijk 1.